# Viggo Brun
Viggo Brun (ur. 13 października 1882 w Lier, zm. 15 sierpnia 1978 w Drøbak) – norweski matematyk.
W 1903 wstąpił na Uniwersytet w Oslo, gdzie studiował matematykę i nauki przyrodnicze. W 1910 Brun wyjechał na Uniwersytet w Getyndze w Niemczech, wiodący ośrodek matematyczny na świecie w tamtym czasie. Jego prace dotyczyły teorii liczb. W 1921 został zatrudniony jako asystent w dziedzinie matematyki stosowanej w Oslo. W 1923 został mianowany profesorem na Uniwersytecie Technicznym w Trondheim. W 1946 został powołany na stanowisko profesora na Uniwersytecie w Oslo, które zajmował przez 10 lat, aż do przejścia na emeryturę w 1955 roku. W 1966 otrzymał doktorat honoris causa Uniwersytetu w Hamburgu. 
W 1919 udowodnił, że suma odwrotności szeregu liczb bliźniaczych jest zbieżna.
{\displaystyle \left({\frac {1}{3}}+{\frac {1}{5}}\right)+\left({\frac {1}{5}}+{\frac {1}{7}}\right)+\left({\frac {1}{11}}+{\frac {1}{13}}\right)+\left({\frac {1}{17}}+{\frac {1}{19}}\right)+\left({\frac {1}{29}}+{\frac {1}{31}}\right)+\ldots } ≈ 1{,}902160583104
Suma ta jest zwana stałą Bruna